# TV Maranhense
TV Maranhense é uma emissora de televisão brasileira sediada em São Luís, capital do estado do Maranhão. Opera no canal 17 UHF digital, e é afiliada à Rede Brasil de Televisão. A emissora pertence ao Sistema Maranhense de Radiodifusão, de propriedade do ex-deputado estadual Manoel Ribeiro. A sua filha, Kátia Ribeiro, é a presidente do grupo.

## História

### TV Praia Grande (1998-2005)
A emissora entrou no ar em maio de 1998, como TV Praia Grande, transmitindo a programação da Rede Manchete, que há menos de 1 ano havia deixado de ser transmitida pela TV São Luís (que na época havia se afiliado a Rede Record). Sua transmissão era em caráter experimental, e nos intervalos comerciais era exibido um aviso musical onde aparecia no rodapé a mensagem "TV Praia Grande, canal 12, em caráter experimental", narrada em off pelo radialista Edmilson Filho.
Mesmo com a crise da Rede Manchete, que levou a rede à extinção em 10 de maio de 1999, a TV Praia Grande acompanhou a fase de transição para RedeTV!, sendo uma de suas primeiras afiliadas. Nesta mesma época, a emissora, que inicialmente era pertencente ao político João Castelo, foi vendida ao também político Manoel Ribeiro, mudando sua sede, inicialmente no bairro do Turu, para a Madre Deus, na região central de São Luís. A TV Praia Grande deixa de apenas retransmitir a programação da rede, e começa a exibir seus primeiros programas locais.
Em 2000, com a situação conflituosa entre a TV Cidade e a TV São Luís pela afiliação com a Rede Record, e o fim do contrato com sua afiliada, a Rede Bandeirantes assina com a TV Praia Grande para ser sua nova afiliada, a partir de 13 de agosto. A emissora deixou oficialmente a RedeTV! à meia-noite da data prevista, após a exibição da sessão de filmes TV Terror. Durante uma hora, a emissora tentou sintonizar a programação da nova rede no satélite, chegando até mesmo a exibir um trecho da programação da Rede Globo por alguns minutos, até finalmente iniciar a transmissão da Band, que exibia o filme Os Amantes da Nina. A programação da RedeTV! só voltaria ao ar na Grande São Luís no fim do ano, quando a TV Cidade deixou a Rede Mulher para tornar-se sua afiliada em 20 de novembro.

### TV Maranhense (2005-presente)
Em maio de 2005, mês em que completou 7 anos no ar, a TV Praia Grande muda de nome e passa a se chamar TV Maranhense. A grade de programação porém não teve alterações significativas até 2006. Em 2011, seguindo uma pré-determinação da Band para a renovação de contrato e produção de jornalismo local, a TV Maranhense iniciou mudanças em sua programação, com a estreia de novos programas e a reformulação de outros. No entanto, em 2012, a emissora iniciou uma grande crise financeira, sendo demitidos vários profissionais.
Com a crise, ficaram também expostos vários problemas de bastidores, como o sucateamento da emissora, atrasos salariais e também a insatisfação da Rede Bandeirantes com a afiliada. No mesmo ano, como forma de superar a crise, a TV Maranhense contratou o diretor Henrique Neto, que ficou responsável pela criação de uma nova programação para reerguer a emissora.
Em 1.º de setembro do mesmo ano, a TV Maranhense lançou uma identidade visual comemorativa em homenagem aos 400 anos de São Luís, substituindo o tradicional olho azul, usado desde 2005, por uma letra M estilizada. As vinhetas também foram reformuladas, possuindo três versões: Bumba-meu-boi, azulejos e o chitão (tecido usado nas fantasias de fofão do carnaval de São Luís).
Em 10 de dezembro, Henrique Neto deixou a direção de programação da TV Maranhense após seis meses de trabalho, e a maior parte dos programas criados por ele nesse período acabaram cancelados. A partir de 2013, a emissora perde a maior parte dos seus contratados para as concorrentes, e a programação começa a ser feita em parceria com produtoras independentes, fato que se consumou em 2016, quando todos os programas da grade passaram a ser de produção terceirizada.
Em 25 de janeiro de 2018, pegando de surpresa os telespectadores, a TV Metropolitana, emissora então afiliada a Rede Brasil de Televisão, tornou-se afiliada à Rede Bandeirantes, fato que foi confirmado no site da própria rede na lista de emissoras onde então constava a TV Maranhense como afiliada no Maranhão. A desfiliação repentina motivou o proprietário da emissora, Manoel Ribeiro, a entrar com uma liminar no Tribunal de Justiça do Estado do Maranhão, fato que foi confirmado através de uma nota que passou a rodar na programação em 27 de janeiro, onde a emissora alegava possuir contrato com a Band até 2020, e dizia que a afiliação da TV Metropolitana com a rede era "clandestina".
A Band, no entanto, alegou que cumpriu com todas as condições para rescisão previstas em contrato, que de fato havia se encerrado em 24 de janeiro, e que já havia entrado com recurso para reverter a liminar da emissora. Com a questão judicial indefinida, a TV Maranhense continuou a repetir o sinal da Band simultaneamente com a TV Metropolitana, fazendo com que os telespectadores da Grande São Luís possuíssem dois canais transmitindo a mesma programação.
Em 9 de abril, o Diário Oficial da União publicou uma portaria do Ministério da Ciência, Tecnologia, Inovações e Comunicações outorgando o canal 17 UHF (em que a TV Maranhense transmitia) para a Band, causando uma reviravolta no impasse. A TV Maranhense utilizava para o sinal digital desde 14 de novembro de 2015 uma frequência que estava vaga no Plano Básico de Distribuição de Canais de Televisão Digital da Agência Nacional de Telecomunicações (ANATEL), mas que não estava outorgada para a mesma, infringindo desta forma o artigo 70 do Código Brasileiro de Telecomunicações. A partir do momento em que houve o desligamento do sinal analógico em 28 de março, e a concessão do canal 12 VHF foi homologada pelo MCTIC, a emissora passou a estar tecnicamente ilegal de acordo com o artigo 184 da Lei Geral de Telecomunicações.
Na tarde do dia 17 de abril, por volta das 16h30, horário em que era exibido o programa Brasil Urgente, a TV Maranhense saiu repentinamente do ar. Embora a emissora informasse que aquilo havia sido causado por problemas técnicos, fontes afirmaram que a ANATEL suspendeu a transmissão lacrando os equipamentos. A emissora então entrou com um novo processo judicial, dessa vez, para desautorizar o uso do canal 17 UHF pela TV Metropolitana, que passou a retransmitir sua programação pelo mesmo em 12 de maio, além de solicitar o deslacre dos transmissores para retomar as operações, no que foi acedido pela ANATEL em 6 de agosto. Por volta das 17h de 7 de agosto, a emissora retomou as suas transmissões, durante a exibição do Brasil Urgente, e reestreou seus programas locais em 13 de agosto.

Antigo logotipo da emissora, utilizado até 2020.

A TV Maranhense então continuou a repetir a programação da Rede Bandeirantes até o encerramento da contenda judicial, que deu ganho de causa à rede, cerca de um ano e dois meses depois do seu início. Depois disso, a emissora removeu todas as referências aos programas da Band em sua página oficial e redes sociais. À meia-noite do dia 28 de março de 2019, durante a exibição da sessão Quarta no Cinema, a TV Maranhense cortou a transmissão do filme que estava sendo exibido (Loucos por Dinheiro) e inseriu um comunicado informando que a partir daquele momento tornaria-se afiliada à TV Cultura, após 19 anos de afiliação com a Band. Logo em seguida, abriu sua nova afiliação com a exibição do Persona Em Foco, que já estava em andamento. A emissora substituiu a TV Universitária como retransmissora da TV Cultura, e esta partiu para uma programação independente após perder a afiliação.
Em 1.º de setembro de 2021, o contrato de afiliação com a TV Cultura, que estava previsto para durar dois anos e havia expirado em 27 de março, chega ao fim, e com a não renovação, a TV Maranhense passa a retransmitir a programação da RBTV. A TV Cultura teve o seu sinal reposto em São Luís uma semana depois, em 8 de setembro, através da TV Guará.

## Sinal digital
| Canal virtual | Canal digital | Resolução de tela | Programação                                   |
| ------------- | ------------- | ----------------- | --------------------------------------------- |
| 17.1          | 17 UHF        | 1080i             | Programação principal da TV Maranhense / RBTV |

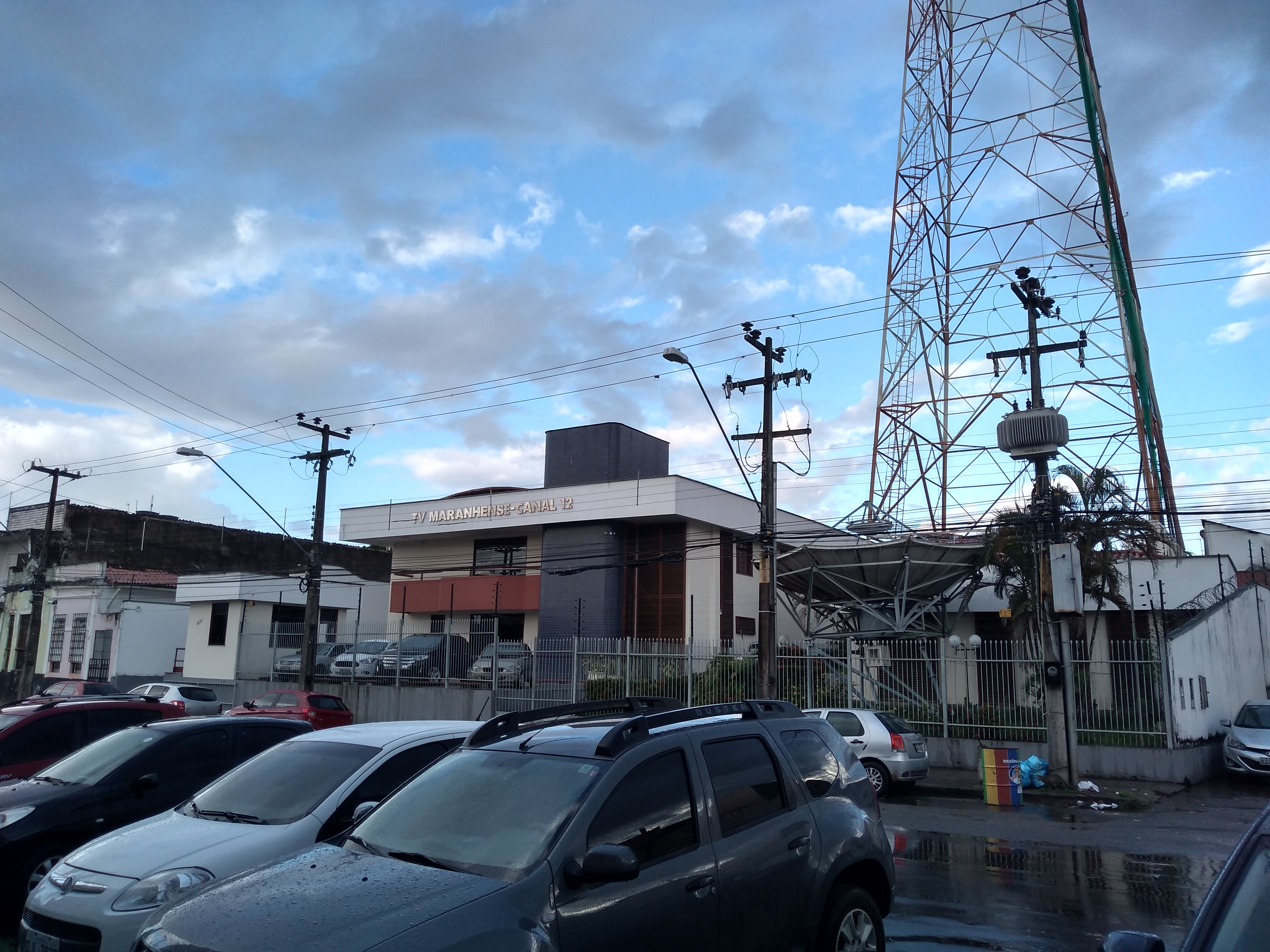
Sede da emissora, localizada no bairro da Madre Deus, em 2019

A emissora iniciou as operações do seu sinal digital em 14 de novembro de 2015, pelo canal 17 UHF, que se encontrava vago no Plano Básico de Distribuição de Canais de Televisão Digital da ANATEL e não estava outorgado para a emissora. O primeiro programa exibido em alta definição pela emissora foi o Giro Geral, em 12 de janeiro de 2017. Após a suspensão das transmissões pela ANATEL em 17 de abril de 2018 e o posterior reinício em 7 de agosto, a emissora deixou de utilizar o canal virtual 12.1 e passou a utilizar o 17.1.
Transição para o sinal digital
Com base no decreto federal de transição das emissoras de TV brasileiras do sinal analógico para o digital, a TV Maranhense, bem como as outras emissoras de São Luís e região metropolitana, cessou suas transmissões pelo canal 12 VHF em 28 de março de 2018, seguindo o cronograma oficial da ANATEL. A emissora desligou o transmissor analógico às 23h59, durante a exibição da sessão de filmes Quarta no Cinema.

## Programas
Atualmente, a TV Maranhense não possui produções próprias, e apenas retransmite o conteúdo gerado pela rede com a inserção de comerciais locais. Nas manhãs de sábado e domingo, a emissora também aluga horários para a Igreja Assembleia de Deus do Tirirical, sendo essa a única programação local exibida por ela. Diversos outros programas compuseram a grade da emissora e foram descontinuados:
- 100 Noção
- Brasil Urgente Maranhão
- Close
- Comando em Ação / Comando 190
- De Olho no Esporte
- Dia Dia Maranhão / Plantão Dia Dia Maranhão
- Drops Band
- E-Maranhense News
- Encontro com Deus
- Giro Geral
- Guia de Compras São Luís
- Jogo Aberto Maranhão / Jogo Aberto Regional
- K.now
- Linha de Frente
- MA Agora
- MA News
- Mandou Legal
- Maranhão Urgente
- MATV
- Mistura Total
- Notícias Maranhense
- O Povo com a Palavra
- Planet Gospel na TV
- Programa da Mônica
- Programa Gil Souza na TV
- Programa Top
- Salto Alto
- Syene na TV
- Turbulência
- TV Kamaleão
- Viva Oxalá

### Jornalismo
O primeiro programa jornalístico, e também o primeiro exibido na programação da emissora, foi O Povo com a Palavra (exibido até então pela TV Cidade), que estreou em junho de 1999, apresentado por Jairzinho da Silva. A emissora também cobriu durante aquele ano a CPI do Narcotráfico, acompanhando ao vivo da Assembleia Legislativa do Maranhão os julgamentos que levaram a prisão dois deputados estaduais, dedicando várias horas da programação a cobertura do caso, uma vez que a RedeTV! ainda estava em fase de transição e não havia sido oficialmente inaugurada.
Em setembro de 2000, estreia o boletim informativo Dia Dia Maranhão, apresentado de hora em hora, pelos jornalistas Allan Albuquerque e Tayse Feques. Em 2002, o boletim torna-se um telejornal, apresentado com duas edições diárias entre 12h30-13h e 19h-19h30.
Em abril de 2006, o jornalista Anaxsandro Moraes deixou o Dia Dia Maranhão e a emissora para ser instrutor de comunicação do Senac, sendo substituído por Karlos Rogger. Além de assumir o telejornal, Rogger acumulou a coordenação de jornalismo, antes chefiada por Gladys Pereira, que também deixou a emissora. Em maio, Karlos Rogger viaja para São Paulo para participar do II Encontro Nacional de Jornalismo da Rede Bandeirantes. Em sua ausência, que durou duas semanas, o Dia Dia Maranhão foi apresentado por Sheyle Noleto.
Em setembro, o Dia Dia Maranhão foi transformado no boletim Plantão Dia Dia Maranhão, após a saída de Karlos Rogger da emissora por alegações de salários baixos e carência de pautas. A partir daí, a equipe de jornalismo passou apenas a produzir matérias para o programa O Povo com a Palavra, que remanesceu como o único jornalístico da emissora. No horário do telejornal extinto, a TV Maranhense passou a exibir a edição paulistana do Brasil Urgente, de maio de 2006 a setembro de 2007. Em seguida, a emissora passou a gerar localmente o seriado Família Dinossauro, de setembro a novembro e os seriados Mr. Bean e Mr. Bean: A Série Animada, de novembro a fevereiro de 2008. Após este período exibindo as séries, a emissora passou a gerar localmente o Vídeos Incríveis, de fevereiro a maio, quando voltou a exibir o Brasil Urgente.
Em julho de 2008, o apresentador do programa O Povo com a Palavra, Jairzinho da Silva, se candidata a vereador de São Luís. A partir daí, o programa apresentado por ele sai do ar, e em seu lugar entra no ar novamente o telejornal Dia Dia Maranhão, que estava fora do ar desde o ano de 2006. Como Jairzinho não havia sido eleito, ele tentou voltar a emissora em outubro. Porém, a TV Maranhense não havia renovado o contrato com a produtora Jair Produções, responsável pelo programa, que acaba sendo definitivamente extinto.
Em 16 de fevereiro de 2009, estreou o programa esportivo De Olho no Esporte, exibido após o Brasil Urgente e apresentado por Lima Coelho e Ely Coelho, respectivamente pai e filha. Cerca de dez minutos após a estreia do programa, a TV Maranhense sai do ar devido a uma falta de energia na Madre Deus, voltando ao ar cerca de dez minutos depois. No dia seguinte, os apresentadores anunciaram a exibição das matérias que não haviam ido ao ar devido ao ocorrido. Devido a falta de audiência e patrocinadores, além do claro amadorismo da atração, o programa só ficou um mês no ar.
Em 2 de março, estreou o programa policial Comando em Ação, apresentado por Rodolpho Oliveira, recém-saído da TV Cidade, onde apresentava o Comando Cidade. O programa era exibido de segunda a sexta, entre 13h e 14h10. Em maio do mesmo ano, voltou ao ar a segunda edição do Dia Dia Maranhão, que estava fora do ar há três anos. Com isso, o telejornal passava a ter novamente duas edições: a primeira, das 12h30 às 13h, e a segunda, das 18h50 às 19h20.
Em 26 de julho de 2010, estreou o programa esportivo Jogo Aberto Maranhão, exibido das 12h30 às 13h. O programa saiu do ar em agosto de 2012, devido aos atrasos de pagamento a equipe de produção. Após a extinção, a equipe do programa foi contratada pela TV São Luís e passou a produzir o Esporte Geral. Em 2 de agosto, após quatro meses de adiamentos, o programa Comando em Ação ganhou um novo cenário, além de mais cinco minutos de duração: das 13h30 às 14h15, e foi extinto em 28 de setembro de 2012.
Em 24 de outubro de 2011, seguindo uma pré-determinação da Band para a renovação de contrato e produção de jornalismo local, a TV Maranhense estreou o telejornal Maranhão Urgente, no lugar das duas edições do Dia Dia Maranhão, que estava no ar desde 2008. O telejornal era apresentado por Sirlan Sousa, e seguia os mesmos moldes do Brasil Urgente. A nova atração ganhou destaque nacional na Band, onde foram apresentadas matérias no Dia Dia e no Jogo Aberto, além do próprio Brasil Urgente. No entanto, em 14 de janeiro de 2012, a jornalista Sirlan Sousa anunciou através de seu perfil no Facebook que havia deixado a emissora juntamente com outros funcionários e a equipe de produção do telejornal, dando como motivações os atrasos salariais. Juntamente com Sirlan, vários outros profissionais foram demitidos, sendo este o marco inicial da crise que atingiu a TV Maranhense a partir daquele ano.
Em 17 de setembro, após cerca de um mês exibindo a edição paulista do Jogo Aberto, estreou o Jogo Aberto Regional, apresentado por Adriany de Paula. Em 13 de novembro, o programa muda de nome para Jogo Aberto Maranhão, sem no entanto sofrer alterações no seu conteúdo.
Em 29 de outubro, estrearam dois novos programas jornalísticos: às 6h30, estreou o Comando 190, apresentado por Rodolpho Oliveira, substituindo o Comando em Ação, e às 15h30, estreou o Brasil Urgente Maranhão, versão local do Brasil Urgente, apresentado por Osvaldo Maia. Em 12 de novembro, o Comando 190 passa a ser exibido no período vespertino, às 13h30, enquanto o Brasil Urgente Maranhão passa a ser reprisado pela manhã, de 6h às 6h45.
Em 25 de janeiro de 2013, o Jogo Aberto Maranhão acaba sendo extinto, e Adriany de Paula passa a fazer parte da equipe jornalística da emissora. Em 28 de janeiro, estreou o jornalístico esportivo Maranhão Esporte, apresentado por Fidelix Neto, substituindo a antiga atração. Em 5 de abril, a jornalista Mayara Rêgo se despediu dos telespectadores e deixou a apresentação da segunda edição do Maranhão Urgente. Com isso, o telejornal passou a ter apenas a primeira edição, que agora era ancorada por Kim Lopes. O horário onde era exibida a segunda edição do Maranhão Urgente foi preenchido pelo Brasil Urgente Maranhão, que agora passava a ter duas edições, antes e após o Brasil Urgente nacional.
Em 26 de abril, foi levado ao ar pela última vez o Maranhão Esporte, que acabou deixando a grade da emissora. No decorrer do mês, foi divulgado por Fidelix Neto em seu perfil no Facebook que ele e sua equipe de produção acertaram com a TV Guará para a exibição do programa, com previsão de estreia para 20 de maio. Com isso, o Maranhão Urgente, que antes era exibido das 13h às 13h30, ganhou mais meia-hora de duração, para preencher o espaço das 12h30-13h. Em 29 de abril, a emissora passou a veicular diariamente durante os intervalos o boletim jornalístico E-Maranhense News, apresentado por Adriany de Paula.
Em abril de 2014, a TV Maranhense cancela a segunda edição do Brasil Urgente Maranhão, por conta da mudança de horário do programa transmitido em rede. Com isso, o programa passa a ir ao ar das 16h30 às 17h30, com a edição nacional indo ao ar das 17h30 às 19h20. A decisão ainda chega a ser revertida em maio, no entanto, é novamente aderida semanas depois.
Em 19 de agosto, com o início do horário eleitoral gratuito, o Comando 190 passa a ir ao ar durante a noite, das 18h50 às 19h20, e pouco tempo depois, em 8 de setembro, passa a ser exibido durante as manhãs, das 6h às 6h30. Após a normalização da programação, o horário do programa nas manhãs passa a ser ocupado pelo jornalístico Giro Geral, apresentado por Gil Souza a partir de 7 de outubro. No fim do ano, com um novo agravamento da crise da emissora, o jornalístico Comando 190 acaba sendo cancelado e o apresentadores Rodolpho Oliveira e Jonathan Silva são demitidos.
Em fevereiro de 2015, o apresentador do Brasil Urgente Maranhão, Osvaldo Maia, entra de férias, e o jornalístico é temporariamente assumido por Kim Lopes, que fica na apresentação até 4 de maio. No fim de junho, o Maranhão Urgente ganha uma terceira edição na faixa das 18h50-19h20, e tal como as outras, também apresentada por Kim Lopes. Em setembro, novos cortes são promovidos. A emissora fica sem equipes de reportagem, salvo o exemplo do Giro Geral, onde as matérias são feitas pelo apresentador Gil Souza. No Maranhão Urgente, as matérias passam a ser compostas essencialmente de vídeos amadores enviados pelos telespectadores via internet. O apresentador do Brasil Urgente Maranhão, Osvaldo Maia, deixa a emissora, e o programa é posteriormente cancelado.
Em 6 de julho de 2016, estreia no período noturno o jornalístico MA News, apresentado por Marcos Reis e Karla Priscilla. Em agosto, Kim Lopes deixa a TV Maranhense para concorrer como vice-prefeito na chapa de Raimundo Filho pelo município de Paço do Lumiar. Com isso, o Maranhão Urgente é extinto, e uma vez que os outros programas da emissora são produções terceirizadas, a TV Maranhense deixa de produzir programas próprios. Em agosto de 2017, a emissora passa a exibir durante os intervalos da programação o boletim jornalístico Notícias Maranhense, apresentado pelo repórter Judson Carvalho. No fim do ano, o MA News deixa de ser exibido, e a TV Maranhense fica sem telejornal no horário noturno. Por fim, no início de 2020, também deixou a programação o Giro Geral.
Em 21 de julho de 2020, após alguns meses sem programas locais, a emissora estreou o jornalístico Linha de Frente, às 12h45, marcando o retorno do apresentador Osvaldo Maia para a emissora. Em 17 de agosto, às 17h, estreou o telejornal MA Agora, apresentado por Horácio Soares. O MA News ficou no ar por algumas semanas, enquanto o Linha de Frente deixou de ser exibido em junho de 2021.

### Entretenimento
O primeiro programa de entretenimento da emissora estreou em 2001. O K.now, programa de variedades, era apresentado por Karla Bianca, e era exibido durante as tardes, logo após o Dia Dia Maranhão. Em 2006, estreou o programa independente de variedades Close, apresentado por Rebeca Breder, e exibido de segunda à sexta.
Em 2007, estreou o programa independente Viva Oxalá, apresentado pelo pai-de-santo e ex-vereador de São Luís, Sebastião do Coroado. O programa falava sobre a umbanda, e inicialmente era exibido aos domingos, das 8h às 9h, passando a ser exibido aos sábados, das 7h30 às 8h30. A atração deixou de ser exibida em 2008, quando Sebastião do Coroado se candidatou para vereador, mas não conseguiu ser eleito.
Em dezembro do mesmo ano, estreou o programa independente Mandou Legal, sobre as festas e eventos da cidade de São Luís. O programa era exibido das 14h10 às 14h40, mas devido a falta de audiência e anunciantes, saiu do ar em maio de 2010.
Em 27 de fevereiro de 2009, devido a reformulações na grade de programação da emissora, os programas K.now e Close são extintos, sendo substituídos por programas jornalísticos no horário do almoço. Em 6 de abril, estreou nas manhãs o Programa da Mônica, apresentado por Mônica Moreira Lima. O envolvia debates, entrevistas com políticos e personalidades de São Luís e do Maranhão e era apresentado de segunda à sexta das 7h30 às 8h.
Em maio de 2010, no lugar do extinto Mandou Legal, estreou o programa musical Mistura Total, apresentado por Jorge Black e Leandro Mix, com o apoio da radiola de reggae Menina Veneno. Em 15 de maio, estreou o programa independente Encontro com Deus, produzido pela Assembleia de Deus do bairro do Tirirical. O programa era apresentado pelo Pr. Marcos Vinícius, exibido aos sábados e reprisado aos domingos. O programa saiu do ar em agosto do mesmo ano, devido aos atrasos de pagamento da igreja a emissora e a falta de audiência. Em 14 de agosto, estreou aos sábados a versão televisiva do Planet Gospel, apresentado na 92 FM, o Planet Gospel na TV, apresentado por Fidelix Neto.
Em junho de 2012, a TV Maranhense contrata o diretor Henrique Neto, que anunciou a produção de novos programas, criando assim um núcleo de entretenimento na emissora, formado pelo diretor Saulo Cavaignac (que trabalhou na TV Difusora com Paulinha Lobão, e dirigiu o programa Antenado de Carol Carvalho), o designer gráfico e stylist JoJo Lobato (ex-diagramador e produtor de moda da revista Deluxe), além de outros funcionários.
Em 15 de setembro, estreiam os programas humorísticos 100 Noção (13h-13h30) e Turbulência (17h-17h30), sendo essas as primeiras produções de Henrique Neto na emissora. No final do dia, após o Brasil Urgente, estreou na emissora o humorístico TV Kamaleão, que estava fora do ar na TV Cidade havia seis meses. Para comemorar a estreia na TV Maranhense, a equipe do programa viajou para São Paulo para entrevistar os apresentadores do Pânico na Band e mostrar os bastidores da rede.
Em 1.º de outubro, estreou o programa de variedades Drops Band, apresentado por Jéssica Ericeira. O programa era exibido de segunda a sexta, das 13h45 as 14h, e era reprisado entre 18h35 e 18h50. Posteriormente, em 12 de novembro, o programa deixou de ir ao ar no período vespertino e passou a ser exibido durante as manhãs. Em 13 de outubro, estreou o programa de variedades Salto Alto, apresentado pela blogueira Daniele Bacelar. O programa falava sobre o universo da moda e os eventos do gênero que agitam a cidade de São Luís, com reportagens de JoJo Lobato. O primeiro programa exibido foi gravado na cidade de Milão, Itália, na Semana da Moda de Milão, considerado um dos maiores eventos de moda do mundo, além de fazer a cobertura do SLZ Fashion.
Em 10 de dezembro, os programas Drops Band, 100 Noção e Turbulência deixam de ir ao ar após o diretor Henrique Neto deixar a TV Maranhense. Em janeiro de 2013, o programa Salto Alto deixa de ser exibido. No mesmo mês, foi anunciado em comerciais pela emissora que a apresentadora Daniele Bacelar e a sua equipe entraram de férias, com a previsão de volta ao ar em fevereiro. Porém, em março, a TV Cidade anuncia que a apresentadora e a sua equipe foram contratados para fazer parte do programa ChegAí, onde passariam a produzir um quadro nos mesmos moldes do Salto Alto.
Em 20 de maio, com a ida de Fidelix Neto para a TV Guará, o Planet Gospel na TV, exibido aos sábados pela manhã, é extinto. Em junho, após ter passado cerca de um ano na TV Maranhense, o programa TV Kamaleão simplesmente deixou de ir ao ar na emissora ao final deste mês. Após algumas semanas, começaram a ir ao ar na TV Cidade chamadas que anunciavam a reestreia do programa em 27 de julho, caracterizando sua saída da TV Maranhense.
Em 6 de julho, o repórter e apresentador eventual do programa policial Comando 190, Gil Souza, estreou uma nova atração na TV Maranhense, o Programa Gil Souza na TV, que passou a ser apresentado aos sábados. No mesmo dia também estreou o programa independente Guia de Compras São Luís, que apresenta ofertas de lojas de São Luís e exibe clipes. O programa era fruto de uma co-produção da TV Maranhense e uma produtora independente, mas durou apenas duas semanas no ar. Em 5 de outubro, estreou aos sábados o programa de colunismo social Syene na TV, apresentado por Syene Machado, no horário anteriormente ocupado pela TV Kamaleão antes do Jornal da Band.
Em 18 de maio de 2015, estreia na emissora o MATV, que até 1.º de abril era apresentado por José Raimundo Rodrigues na TV Guará. O programa fica no ar até o fim do ano, quando volta a ser exibido na antiga emissora. No fim de 2015, também deixa de ser exibido o Programa Gil Souza na TV, que é posteriormente substituído no horário pelo Programa Top, apresentado por William Santos.
Em 14 de agosto de 2017, a emissora estreou nas manhãs o programa de variedades Acontece, apresentado por Keith Almeida, vinda da TV Meio Norte Maranhão. Com a saída repentina do ar em abril de 2018, a TV Maranhense deixou de exibir o Programa Top e o Syene na TV, que migraram respectivamente para a TV Metropolitana e TV Guará. Em 26 de julho de 2019, chegou ao fim o programa Acontece, e com isso, a TV Maranhense ficou sem atrações de entretenimento.

## Controvérsias

### Uso da emissora para promover a Família Sarney
A emissora possui um grande histórico de acusações de promoção e apoio a Família Sarney, uma vez que o proprietário da emissora, Manoel Ribeiro, é um grande amigo e aliado político de José Sarney. Em 20 de março de 2002, a emissora transmitiu ao vivo o discurso de Sarney no Senado Federal, onde ele defendia a sua filha Roseana Sarney dos seus envolvimentos no Caso Lunus, chegando a cortar a programação nacional da Band.
Nas eleições de 2006, a emissora foi tendenciosa a ponto de dar apoio velado à Roseana Sarney, então candidata ao governo do estado pelo PFL, sendo punida pelo Tribunal Regional Eleitoral do Maranhão. Em 22 de setembro, o juiz do TRE-MA, Cardoso Filho, determinou a suspensão por dois dias do programa O Povo com a Palavra, apresentado por Jairzinho da Silva, e condenou a emissora ao pagamento de multa no valor de R$ 40 mil. O pedido de suspensão do programa foi movido pelo candidato a deputado estadual Aderson Lago (PSDB), que acusava o apresentador de emitir opiniões favoráveis a candidata Roseana Sarney e fazer comentários ofensivos aos candidatos de oposição (numa tentativa de convencer os eleitores a não votar nos candidatos da oposição), violando a legislação eleitoral que ordena um tratamento igualitário a todos os candidatos. O apresentador enfrentou um processo judicial movido por Aderson Lago e seus advogados, sob a acusação de injúria.
Em 18 de outubro, a emissora foi punida novamente pelo TRE-MA e foi obrigada a retirar do ar por três dias o programa O Povo com a Palavra. Segundo o produtor do programa, Raimundo Oliveira, o motivo foi porque Jairzinho leu ao vivo os jornais da cidade de São Luís, em especial o Veja Agora, onde haviam reportagens que favoreciam a candidata ao governo do estado, Roseana Sarney.
De 26 a 30 de abril de 2010, a TV Maranhense exibiu o documentário Um Brasileiro Chamado José, das 13h às 13h30. O documentário narrou a história do ex-presidente da república e então senador pelo estado do Amapá, José Sarney (que na época de sua exibição completava 80 anos), da infância até ser tornar pela terceira vez presidente do Senado Federal. O documentário provocou uma grande polêmica na imprensa maranhense, além da crítica negativa feita por parte do meio político, da imprensa e da opinião pública a TV Maranhense e ao proprietário da emissora, Manoel Ribeiro.

### Demissões e crise financeira
A partir de 2012, a emissora enfrentou uma grave crise financeira que levou a demissão de vários profissionais e funcionários, além da entrada e retirada de programas do ar por várias vezes. A crise que durou até meados de 2017 é considerada a pior já enfrentada por um meio de comunicação maranhense, devido a péssima administração da emissora e os demais problemas ocasionados.
Em 14 de janeiro de 2012, a jornalista Sirlan Sousa anunciou através de seu perfil no Facebook, que havia deixado a emissora juntamente com outros funcionários e a equipe de produção do telejornal Maranhão Urgente:
Em meio a isso, alguns dias depois, surgiram novas informações sobre as demissões na emissora: o editor do Portal Marrapá, jornalista Leandro Miranda, afirmou que a direção da emissora estava descontente com as atitudes tomadas por Sirlan Sousa, que constantemente pedia melhorias nos equipamentos da emissora (que já estavam bastante ultrapassados), além de defender os seus funcionários, ganhando deles o apelido carinhoso de "Teresa Cristina" (em referência a personagem de Christiane Torloni na telenovela Fina Estampa, da Rede Globo).
Segundo o jornalista Décio Sá, um dia antes do anúncio de Sirlan no Facebook, na primeira reunião do ano entre os funcionários e os diretores da TV Maranhense, foram anunciadas várias demissões. Além da própria Sirlan Sousa e sua equipe de produção, foram demitidos também o editor Gil Porto, vários repórteres (entre eles Daniel Vale) e apresentadores (entre eles Rebeca Breder), cinegrafistas e motoristas (um deles foi demitido por se recusar a lavar o carro da emissora), além da suspensão de contatos publicitários. Os demitidos acusaram a TV Maranhense de não pagarem o piso da categoria que custava R$ 1.600. Além disso, Manoel Ribeiro negou que havia recebido um telefonema do diretor nacional de jornalismo da Band, Fernando Mitre, que reclamava dos problemas da emissora.
Após as demissões do mês de janeiro, e no decorrer do ano, surgiram novos sinais de que se instalou uma crise na TV Maranhense: No mês de abril, após cinco meses de inaugurado, o portal eMaranhense deixou de fornecer os vídeos dos programas e telejornais da TV Maranhense, e um mês depois saiu do ar; No mês de maio, a TV Maranhense anuncia a imprensa que iria adiar os testes para implantação do seu sinal digital, de junho de 2012 para 2013, alegando falta de recursos.
Em 10 de dezembro, após seis meses de trabalho na TV Maranhense, o diretor de produção Henrique Neto e a sua equipe deixam a emissora. Henrique era responsável pela produção dos programas Salto Alto, Drops Band, 100 Noção e Turbulência. Com a saída de Henrique, as gravações dos programas Drops Band e 100 Noção são suspensas, o que caracterizou a extinção destes pouco tempo depois, porém o programa Salto Alto continuou a ser exibido. A partir daí, surgiram suspeitas de que a emissora entrou novamente em crise.
Em 2014, após tentativas de se restabelecer financeiramente e até estrear novos programas, a crise da TV Maranhense volta a se agravar após a não reeleição do deputado estadual Manoel Ribeiro, proprietário da emissora. Os funcionários acabam ficando sem o pagamento de salários e do décimo terceiro devido a falta de dinheiro em caixa devido ao esvaziamento de anunciantes locais, e muitos também acabam sendo demitidos. A emissora chega a ser denunciada por várias vezes ao Ministério do Trabalho e Emprego, sem nenhuma providência tomada, e em 12 de dezembro, um agiota tenta invadir a sede da TV Maranhense para cobrar dívidas do proprietário da emissora.
Em 25 de maio de 2015, o cinegrafista Osvaldino Lisboa, funcionário da emissora, acabou sendo suspenso por 10 dias por reclamar dos salários atrasados desde março daquele ano. O cinegrafista postou uma foto mostrando o aviso recebido numa rede social, que segundo a emissora, foi dado por "quebra de sigilo empresarial".

### Censura em Paço do Lumiar em 2012
Na noite do dia 23 de maio de 2012, a prefeita da cidade de Paço do Lumiar, Bia Venâncio, que estava sendo acusada de estar envolvida em crimes de agiotagem com o vereador Júnior do Mojó, foi reconduzida ao seu cargo, e convocou uma coletiva de imprensa. Ao chegar a sede da prefeitura, a equipe de jornalismo da TV Maranhense foi impedida pelos seguranças da prefeita de adentrar ao prédio.
A atitude foi vista pela imprensa como retaliação as graves denúncias que emissora fazia desde 2010 — a prefeita Bia Venâncio e mais cinco dos sete vereadores de Paço do Lumiar eram acusados de desvio de verbas que passavam de R$ 10 milhões, além de abandonar a cidade ao descaso, com ruas esburacadas, escolas e hospitais com a infra-estrutura deteriorada, sendo que o mesmo era feito pelas outras emissoras de TV e rádio da região. O líder da Câmara Municipal de Paço do Lumiar, Thiago Aroso, alegou que a TV Maranhense estava distorcendo os fatos e as informações que estavam sendo prestadas pela prefeita:
No entanto, o próprio blogueiro Clodoaldo Corrêa também fez crítica á truculência dos partidários a emissora, alegando que:
Após este fato, a direção da emissora decidiu nunca mais fazer ou conceder entrevistas aos políticos da cidade, decidindo ainda apenas mostrar a deterioração da cidade de Paço do Lumiar e da administração que a governava. Além disso, passou a conceder entrevistas apenas ao vice-prefeito Raimundo Filho e aos dois vereadores que não se envolveram nos esquemas de agiotagem e corrupção, que passaram a ser ameaçados pelos que se envolveram.

### Debate eleitoral de 2014
A TV Maranhense realizou um debate eleitoral em 20 de setembro de 2014, com os candidatos ao governo do estado do Maranhão nas eleições daquele ano: Flávio Dino (PCdoB), Edinho Lobão (PMDB) e Luis Antônio Pedrosa (PSOL). A mediação do debate havia ficado a cargo do jornalista Kim Lopes, âncora do telejornal Maranhão Urgente.
O debate eleitoral, visto como uma nova empreitada na emissora, acabou por ser considerado um dos mais desorganizados na história da televisão maranhense, devido a um conjunto de fatores que vieram a atrapalhá-lo. Marcado para as 22h30 daquele dia, o debate começou por volta das 23h, devido a atrasos no sorteio da ordem de perguntas nos blocos que seriam apresentados, bem como em função de uma confusão ocorrida entre as lideranças partidárias de um dos candidatos. Para solucionar o problema, a emissora exibiu episódios gravados de séries exibidas pela Band, e que eram costumeiramente utilizadas como tapa-buraco na programação.
Tendo sido iniciado o debate, foram apresentadas as regras do primeiro bloco, onde não constavam os direitos à réplica e tréplica, comuns nos debates televisivos. Tal fato chegou a ser questionado por um dos candidatos, fazendo com que houvesse uma alteração nas regras ao vivo, que embora acertadas anteriormente em reunião, haviam sido ignoradas. O debate foi ainda marcado por trocas de acusações entre os candidatos Dino e Lobão, respectivamente, oposição e adesão ao governo do estado. Dino questionou durante o debate o fato de Lobão ter recebido R$ 150 milhões para transformar um prédio residencial de sua propriedade em São Luís numa clínica para tratamento de câncer, às vésperas das eleições. Tal atitude levou Lobão a pedir um direito de resposta, que foi aceito. Durante suas colocações, Lobão chamou Dino de mentiroso, o que também o fez solicitar um pedido de direito de resposta, que foi negado.
Durante as rodadas de perguntas feitas por jornalistas, Bruno Leone, blogueiro do Jornal Pequeno, e cabo eleitoral de Edinho Lobão, fez uma pergunta considerada tendenciosa à Dino. Tendo em vista os ataques à ônibus ocorridos naquele dia, onde 4 veículos e uma van do transporte alternativo foram incendiados na capital, Leone insinuou se Flávio Dino teria alguma coisa a ver com as fugas recentes da Penitenciária de Pedrinhas, e se ele estava incitando os ataques a ônibus na capital. De momento, vários telespectadores e jornalistas locais utilizaram as redes sociais para criticar a postura do jornalista. Até mesmo um dos candidatos presentes, Luís Antônio Pedrosa, questionou a pergunta feita pelo jornalista, classificando a como uma leviandade.

- Eu queria pedir ao candidato Edinho Lobão, devolva o dinheiro do Maranhão. A clínica estava fechada, não tinha nada...
- Candidato, só... por favor...
- É um prédio, é-é um prédio residencial... que nós precisamos...
- [incompreensível]...este espaço não é mais para sua colocação.
- ...nós precisamos garantir. Ele foi adaptado posteriormente, no mês de julho, só depois...
- Eu vou ter que solicitar o corte de áudio, até que nós "trençabilizamos" [estabilizamos]... por favor...
- ...no momento em que a oposição denunciou...[corte do áudio]
- A gente vai pedir a produção, por favor produção. Candidato Flávio Dino, eu volto a pedir ordem e decência, é o momento das considerações finais [...].

Trecho do diálogo entre Flávio Dino e Kim Lopes, no debate da emissora
No bloco final, onde eram feitas as considerações finais, Dino voltou a criticar Lobão com relação ao dinheiro que ele havia recebido do governo para transformar o prédio de apartamentos em uma clínica. A partir deste momento, o mediador Kim Lopes alertou a Dino que ele deveria utilizar as considerações finais apenas apresentar suas propostas, chegando a interromper algumas vezes a fala do candidato. A produção chegou a cortar o microfone do candidato para que o mediador retomasse a situação.
O cronômetro que até então mostrava 01:20 foi zerado, e passou a contar novamente do início (02:00). Dino continuou a criticar Lobão, e também o fato da comissão de advogados do debate indeferir seu direito de resposta, tendo em vista que ele foi criticado por Lobão. A partir daí, em uma atitude inédita em debates eleitorais no Maranhão, Kim solicitou a produção que cortasse o microfone do candidato, o que aconteceu por cerca de três segundos. Dino voltou a falar, desta vez dirigindo sua palavra aos eleitores maranhenses, mas quando faltavam 57 segundos para o término da fala do candidato, Kim novamente o interrompeu alegando que seu tempo havia se esgotado, o que exaltou os ânimos da plateia presente e gerou um princípio de discussão entre o mediador e o candidato. Lobão aproveitou-se da situação para criticar e ao mesmo tempo zombar da atitude do candidato em suas considerações finais, sendo que Kim também o interpelou utilizando as mesmas regras contra Flávio Dino, que veio a interrompê-lo quando foi criticado.
Durante e após o debate, telespectadores, jornalistas e internautas utilizaram as redes sociais e a internet para criticar a postura da emissora e de Kim Lopes ao interromper Flávio Dino, bem como a total desorganização do debate. John Cutrim (Jornal Pequeno) destacou que "faltou um pouco mais de organização ao debate promovido pela TV Maranhense", destacando ainda como ponto baixo os cortes na fala de Flávio Dino. Clodoaldo Corrêa destacou que "o que começa mal não tem como terminar bem", e que "a TV Maranhense simplesmente mudou as regras do debate e não usou dois pesos e duas medidas para tratar os candidatos". Mais tarde, Flávio Dino utilizou sua conta no Twitter para lamentar o ocorrido.
Hoje aconteceu algo inédito em debates eleitorais na TV no Brasil. Fui censurado e impedido de falar em um debate na TV Maranhense (Band). O debate absurdo aconteceu em uma TV ligada e sob comando do grupo Sarney. Compareci porque acredito na democracia. A frase que foi censurada pela TV Maranhense (Band) era apenas um pedido para Edinho Lobão devolver o dinheiro que recebeu ilegalmente.— Flávio Dino, via Twitter